# アハチュ
アハチュ(満文：不詳，転写：不詳) は古論氏女真族。漢字文献では「阿哈出」、「於虚出」などと音訳表記される。
明朝初期、胡里改部の領袖。永楽初年に設置された建州衛の初代衛主とされる。

## 略歴
アハチュが率いた胡里改部は、もとは元朝が現在の黒龍江省ハルピン市イラン県附近に設置した五つのトゥメン (万戸) の一つで、火児阿トゥメンと呼ばれた。アハチュは明朝初年に南下して房州 (現黒龍江省東寧県大城子古城)に移住し、永楽元年 (1403) 旧暦11月、明朝が建州衛軍民指揮使司を設置したことに伴い、指揮使 (正三品) に就任した。永楽7年 (1409) 旧暦7月の入貢が、史料にみえる最後の記録である。

## 呼称
阿哈出
主に『明太宗實錄』などにみえる呼称。稻葉岩吉『清朝全史』や神田信夫『紫禁城の栄光』では「アハチュ」としている。
於虚出
『朝鮮王朝實錄』にみえる呼称。尚、『朝鮮王朝實錄』でも「阿哈出」は使われている。
李思誠
明朝より下賜されたとされる漢名。明代に編纂された『東夷考略』(1621年) の記述には指揮として功績をあげたため下賜されたとあり、清代に編纂された『柳邊紀略』(1707年) の記述には永楽8年 (1410) 旧暦8月に下賜されたとある。稻葉岩吉は阿哈出の死亡時期を永楽7年 (1409) 以前とし、漢名下賜については永楽8年 (1410) より前のことと推論している。尚、『明實錄』には、子・釈家奴らに漢名を下賜した記述はみられるものの、阿哈出に漢名を下賜した話はみえない。
李誠善
明朝より下賜されたとされる漢名。『明英宗實錄』に李満住 (釈家奴の子) の祖父を「李誠善」と呼称している記述がみられる。『清史稿』の記述でも「李誠善」としている。尚、『明英宗睿皇帝實錄』の別の記述は、漢名「李誠善」を下賜されたのは孫の撒満荅失里であるとしている。

## 子孫
- 釈家奴 (漢名：李顕忠)[12]：二代目建州衛衛主。都指揮僉事 (正三品) を務めた。
  - 李満住 (女真語名不詳)：釈家奴の子。三代目建州衛衛主。
- 猛哥不花 (/ 莽哥不花)：毛憐衛衛主。右軍都督府僉事 (正二品) を務めた。
  - 撒満荅失里 (漢名：李誠善)：莽哥不花の子。毛憐衛衛主。[15]
  - 官保奴[16]
- 娘：明永楽帝第三夫人。[2]『朝鮮王朝實錄』にも永楽帝に婚嫁したという記載[17]がみられるが、『明實錄』などにはみられない。

## 脚註

### 註釈
1. ↑  参考：维基百科「阿哈出」は完顏氏とする。典拠は張士尊『明史研究』第10辑の「建州卫在浑江地区的活动及王甲部族源考」とあるが、詳細不明。
2. ↑  参考：维基百科「阿哈出」に「永乐三年（1405年）十月、永乐七年（1409年）七月，又先后朝贡。」とあるが、典拠不詳。特に永楽3年については『明實錄』、『朝鮮實錄』、『東夷考略』、『柳邊紀略』いづれにもみあたらない。永楽3年旧暦12月に入貢した記録はあるが、引率者はアハチュではない。
3. ↑  参考：後述するように李氏朝鮮では「於虚出」とも呼ばれた。「於」も「虚」もオ段の音であり、ア段の「阿」「哈」とは異なる。また、「出」は朝鮮語では「チュル」と発音されるため、実際の発音に則して敢えて「出」を当てたとすれば、「アハチュル」または「オホチュル」のような発音であった可能性も考えられる。
4. ↑  参考：現代韓国語の発音では「於 어 (eo) 虚 허 (heo) 出 출 (chul)」(オホチュル)。
5. ↑  参考：维基百科「阿哈出」もアハチュの漢名を「李誠善」としているが、典拠不詳。

### 典拠
1. 1 2  “建州女眞の本地”. 清朝全史. 上. p. 31
2. 1 2  “第七章 大元伝国の璽 (部族をもとにした｢衛｣)”. 紫禁城の栄光 (明・清全史). 講談社学術文庫. pp. 147-149
3. 1 2  “太祖實錄四年 (1395) 七月至十二月十二月14日段733”. 朝鮮王朝實錄. 8. 不詳. "……火兒阿豆漫古論阿哈出……"
4. ↑  かつて鳳州という名前で知られた古城子は現吉林省通化市梅河口市山城鎮に位置し、別称として房州とも呼ばれた。ここでの房州はまた別の地域を指すようだが、引用元の维基百科に典拠なし。
5. ↑  “永樂元年十一月至閏十一月十一月27日段8035”. 太宗明實錄. 25. 不詳
6. ↑  “永樂七年七月7日段9693”. 明太宗實錄. 94. 不詳
7. ↑  “太宗實錄六年 (1406) 正月至六月二月18日段2807”. 朝鮮王朝實錄. 11. "……及大明立建州衛以於虛出爲指揮……"
8. ↑  “太祖實錄四年 (1395) 七月至十二月十二月14日段733”. 朝鮮王朝實錄. 8
9. ↑  “女直通攷”. 東夷考略. "……指揮阿哈出以功賜姓名李思誠其子釋家奴曰李顯忠……"
10. ↑   柳邊紀略. 2
11. ↑  箭内, 亙. “第八篇 - 一.緒言 - イ.建州衞”. 滿洲歷史地理. 2. pp. 553-554
12. 1 2  “永樂八年八月21日段10012”. 明太宗實錄. 107
13. ↑  “正統七年二月13日段18906”. 明英宗實錄. 89. "○勑諭建州衛掌衛事都指揮僉事李滿住曰昔我祖宗臨御之日爾祖李誠善爾父釋迦奴皆善事……"
14. ↑  “阿哈出”. 清史稿. 222
15. 1 2  “正統二年五月13日段17368”. 明英宗實錄. 30
16. ↑  “宣德五年三月12日段15012”. 明宣宗實錄. 64
17. ↑  “太宗實錄四年 (1404) 七月至十二月十二月3日段2504”. 朝鮮王朝實錄. 8. "……參政於虛出於建州衛者也初帝爲燕王時納於虛出女及卽位除建州衛參政欲使招諭野人賜書慰之……"

## 参照

### 實錄
- 楊士奇『太宗文皇帝實錄』1430 (漢文) ＊中央研究院歴史語言研究所版
- 蹇義『仁宗昭皇帝實錄』1430 (漢文) ＊中央研究院歴史語言研究所版
- 楊士奇『宣宗章皇帝實錄』1438 (漢文) ＊中央研究院歴史語言研究所版
- 陳文『英宗睿皇帝實錄』1467 (漢文) ＊中央研究院歴史語言研究所版
- 『朝鮮王朝實錄』(太祖・太宗) 1603再刊 (漢文) ＊中央研究院歴史語言研究所版

### 史書
- 稻葉岩吉『清朝全史』上巻, 早稲田大学出版部, 1914
- 箭内亙『滿洲歷史地理』巻2, 南滿洲鐵道株式會社, 1913
- 趙爾巽, 他100余名『清史稿』清史館, 1928 (漢文) ＊中華書局版

### 一般書
- 岡田 英弘, 神田 信夫, 松村 潤『紫禁城の栄光 (明・清全史)』講談社学術文庫 (1968年, 文藝春秋発刊『大世界史』巻11「紫禁城の栄光」の編輯再刊版)

### Webサイト
- 「明實錄、朝鮮王朝実録、清實錄資料庫」中央研究院歴史語言研究所 (台湾)